# Torneo Peruano Extraoficial de 1936
Fue un Torneo Relámpago Extraoficial de la División de Honor de Lima y Callao realizado a fines de 1936, fue jugado básicamente para generar competición local, el ganador fue Universitario de Deportes. No es un campeonato oficial de la Primera División del Perú considerado por la Federación Peruana de Fútbol y la Asociación Deportiva de Fútbol Profesional debido a la participación de la Selección de fútbol del Perú en los Juegos Olímpicos de Berlín 1936 y la Copa América de Argentina 1937.

## Historia
La temporada futbolística local se dividió en tres partes durante 1936. En la primera se llevó a cabo una serie de encuentros amistosos, tanto de carácter nacional como internacional; en la segunda, la selección peruana disputó los Juegos Olímpicos de Berlín; mientras que en la tercera se debía disputar por primera vez el campeonato de la División de Honor, un cometido que al final no se cumplió.
Luego que los futbolistas peruanos volvieron de Europa, se esperaba que los clubes se pusieran de acuerdo para que comenzara la competencia oficial, pero el tiempo pasó sin que se llegara a una intención concreta de jugar. 
Así, al arribar el 31 de octubre, la Federación Peruana de Fútbol acordó en forma definitiva que el Campeonato Oficial no se iba a disputar.
Sin mayor expectativa por ver fútbol en Lima, y luego que la selección peruana partió hacia Buenos Aires para participar en la Copa América de 1937, la primera semana de diciembre surgió en la División de Honor la iniciativa por disputar un torneo entre sus ocho clubes miembros, aún pese a que las mayores figuras del fútbol en la capital no fueran a estar presentes al estar convocados por la Selección de fútbol del Perú. 
Entre las opciones para su desarrollo se barajaron varias fórmulas; incluso la de formar un solo equipo entre Alianza Lima, Universitario de Deportes y Sport Boys, clubes que se creyó iban a tener algún problema para presentar un once competitivo al ser sus mejores futbolistas los que integraban la selección. Al final, tal idea se dejó de lado, pues los tres equipos rearmaron sus líneas y decidieron hacer uso de los jugadores de sus Cuadros de Reserva.
Al torneo también se incluyeron a los clubes Sporting Tabaco, Telmo Carbajo, Sportivo Tarapacá Ferrocarril, Atlético Chalaco y al Sucre F.B.C.
El torneo relámpago inicio el 20 de diciembre de 1936 y se desarrolló hasta el 17 de enero de 1937, con un total de nueve partidos disputados. 

## Formato
Los clubes eran colocados en pares y de eliminación directa. En caso de empate, se jugaban un partido adicional hasta en un equipo fuera vencedor. En ambos casos, se consideraba la diferencia de goles.

## Equipos participantes
| Club                          | Ciudad |
| ----------------------------- | ------ |
| Alianza Lima                  | Lima   |
| Atlético Chalaco              | Callao |
| Sport Boys                    | Callao |
| Sporting Tabaco               | Lima   |
| Sportivo Tarapacá Ferrocarril | Lima   |
| Sucre FBC                     | Lima   |
| Telmo Carbajo                 | Callao |
| Universitario de Deportes     | Lima   |

## Cuadro de desarrollo
|  | Cuartos de final              | Cuartos de final              | Cuartos de final              |              |               | Semifinales              | Semifinales              | Semifinales              |               |   | Final               | Final               |  |
|  | 20 de diciembre al 1 de enero | 20 de diciembre al 1 de enero | 20 de diciembre al 1 de enero |              |               | 3 al 10 de enero de 1937 | 3 al 10 de enero de 1937 | 3 al 10 de enero de 1937 |               |   | 17 de enero de 1937 | 17 de enero de 1937 |  |
|  |                               |                               |                               |              |               |                          |                          |                          |               |   |                     |                     |  |
|  |                               |                               |                               |              |               |                          |                          |                          |               |   |                     |                     |  |
|  | Universitario                 | 2                             | 1                             |              |               |                          |                          |                          |               |   |                     |                     |  |
|  | Universitario                 | 2                             | 1                             |              |               |                          |                          |                          |               |   |                     |                     |  |
|  | Telmo Carbajo                 | 2                             | 0                             |              |               |                          |                          |                          |               |   |                     |                     |  |
|  | Telmo Carbajo                 | 2                             | 0                             |              | Universitario | 1                        | 2                        |                          |               |   |                     |                     |  |
|  |                               |                               |                               |              | Universitario | 1                        | 2                        |                          |               |   |                     |                     |  |
|  |                               |                               | Atlético Chalaco              | 1            | 1             |                          |                          |                          |               |   |                     |                     |  |
|  | Atlético Chalaco              | 5                             | Atlético Chalaco              | 1            | 1             |                          |                          |                          |               |   |                     |                     |  |
|  | Atlético Chalaco              | 5                             |                               |              |               |                          |                          |                          |               |   |                     |                     |  |
|  | Sport Boys                    | 0                             |                               |              |               |                          |                          |                          |               |   |                     |                     |  |
|  | Sport Boys                    | 0                             |                               |              |               |                          |                          |                          | Universitario | 2 |                     |                     |  |
|  |                               |                               |                               |              |               |                          |                          |                          | Universitario | 2 |                     |                     |  |
|  |                               |                               | Alianza Lima                  | 0            |               |                          |                          |                          |               |   |                     |                     |  |
|  | Alianza Lima                  | 5                             | Alianza Lima                  | 0            |               |                          |                          |                          |               |   |                     |                     |  |
|  | Alianza Lima                  | 5                             |                               |              |               |                          |                          |                          |               |   |                     |                     |  |
|  | Sucre FBC                     | 1                             |                               |              |               |                          |                          |                          |               |   |                     |                     |  |
|  | Sucre FBC                     | 1                             |                               | Alianza Lima | 4             |                          |                          |                          |               |   |                     |                     |  |
|  |                               |                               |                               | Alianza Lima | 4             |                          |                          |                          |               |   |                     |                     |  |
|  |                               |                               | Sporting Tabaco               | 3            |               |                          |                          |                          |               |   |                     |                     |  |
|  | Sporting Tabaco               | 3                             | Sporting Tabaco               | 3            |               |                          |                          |                          |               |   |                     |                     |  |
|  | Sporting Tabaco               | 3                             |                               |              |               |                          |                          |                          |               |   |                     |                     |  |
|  | Tarapacá Ferrocarril          | 1                             |                               |              |               |                          |                          |                          |               |   |                     |                     |  |
|  | Tarapacá Ferrocarril          | 1                             |                               |              |               |                          |                          |                          |               |   |                     |                     |  |
|  |                               |                               |                               |              |               |                          |                          |                          |               |   |                     |                     |  |

## Final
| 17 de enero de 1937 | Universitario    | 2:0 | Alianza Lima | Antiguo Estadio Nacional del Perú, Lima |  |
|                     | Flores · Bielich |     |              |                                         |  |

|               |
| Ganador       |
| Universitario |